# Under Siege (2024)
Under Siege (2024) – gala wrestlingu organizowana przez amerykańską federację Total Nonstop Action Wrestling (TNA), która była transmitowana na żywo za pomocą platform TNA+ i YouTube (dla subskrybentów TNA Ultimate Insiders). Odbyła się 3 maja 2024 w Washington Avenue Armory w Albany w stanie Nowy Jork. Była to czwarta gala z cyklu Under Siege, a zarazem trzecia gala TNA+ Monthly Specials w 2024 roku.
Na gali odbyło się dwanaście walk, w tym trzy w pre-show Countdown to Under Siege. W walce wieczoru, The System (Moose, Brian Myers i Eddie Edwards) pokonali "Broken" Matta Hardy’ego i Speedball Mountain (Trenta Sevena i Mike’a Bailey’ego). W innych ważnych walkach, Mustafa Ali pokonał Ace’a Austina broniąc TNA X Division Championship, Jordynne Grace i PCO pokonali Steph De Lander i Kona w intergender tag team matchu oraz Alisha Edwards i Masha Slamovich pokonały Spitfire (Dani Lunę i Jody Threat) zdobywając TNA Knockouts World Tag Team Championship.

## Tło
Total Nonstop Action Wrestling ogłosiło 7 marca 2024, że gala Under Siege odbędzie się 3 maja 2024 w Washington Avenue Armory w Albany w stanie Nowy Jork.

## Rywalizacje
Under Siege oferowało walki wrestlingu z udziałem różnych zawodników na podstawie przygotowanych wcześniej scenariuszy i rywalizacji, które są realizowane podczas cotygodniowych odcinków programu Impact!. Wrestlerzy odgrywają role pozytywnych (face) lub negatywnych bohaterów (heel), którzy rywalizują pomiędzy sobą w seriach walk mających budować napięcie.

### Matt Hardy, Trent Seven i Mike Bailey vs. Moose, Brian Myers i Eddie Edwards
Na Rebellion, The System (Eddie Edwards i Brian Myers) z powodzeniem obronili TNA World Tag Team Championship przeciwko Speedball Mountain (Mike’owi Bailey’emu i Trentowi Sevenowi), podczas gdy w walce wieczoru członek System Moose obronił TNA World Championship pokonując Nica Nemetha. The System miał świętować zakończenie gali, tylko po to, by zgasły światła. Kiedy wróciły, "Broken" Matt Hardy, powracający do TNA po ponad 7 latach, pojawił się i zaatakował The System. Na kolejnym odcinku TNA Impact, Nemeth i Hardy wypowiedzieli „wojnę” The System, a później tej nocy Nemeth zmierzył się z Edwardsem. TNA ogłosiło również, że The System zmierzy się z Nemethem i Speedball Mountain w six-man tag team matchu na Under Siege. Jednakże, po tym jak Edwards pokonał Nemetha podczas walki wieczoru tej nocy, System zaatakował Nemetha uderzając go krzesłem w głowę, raniąc szyję Nemeth i usuwając go z Under Siege. Gdy Nemeth był sprawdzany przez personel medyczny za kulisami, Hardy poprosił dyrektora władz TNA Santino Marellę, aby zajął miejsce Nemetha w walce na Under Siege, co zostało przyjęte.

### Pojedynek o TNA X Division Championship
25 kwietnia na odcinku TNA Impact, TNA X Division Champion Mustafa Ali zorganizował „Bitwę przy urnach wyborczych”, podczas której członkowie rosteru TNA i personel oddali głos, aby określić, kto będzie rzucał wyzwanie Alemu w walce o jego tytuł na Under Siege. Głosy zostały podliczone i ustalono, że Trey Miguel wygrał „podejrzanie dużą przewagą” wynoszącą 60 głosów. Jednak Leon Slater oskarżył The Rascalz (Miguela, Zachary’ego Wentza i Myrona Reeda) o fałszowanie głosów, a Ali zasugerował, że robi sobie przerwe na Under Siege z powodu tego „oszustwa wyborczego”. W odpowiedzi Santino Marella zasugerował, że w następnym tygodniu odbędzie się walka o miano pretendenta pomiędzy Miguelem i Acem Austinem – który w głosowaniu zajął drugie miejsce – w celu wyłonienia pretendenta Alego na Under Siege.

### Jordynne Grace i PCO vs. Steph De Lander i Kon
Na Rebellion, Jordynne Grace obroniła TNA Knockouts World Championship przeciwko Steph De Lander. De Lander pierwotnie miała w swoim narożniku Matta Cardonę, ale Cardona zerwał mięsień piersiowy i wymagał operacji. W ten sposób De Lander zwerbowała The Good Hands (Jasona Hotcha i Johna Skylera), a później Kona, aby pomogli jej pokonać Grace. W końcowych momentach walki światła zgasły, ukazując PCO i powracającego Samiego Callihana, którzy mieli zneutralizować pomocników De Lander i pozwolić Grace zachować tytuł. Na kolejnym odcinku TNA Impact, De Lander i Kon wyzwali Grace i PCO na intergender tag team match na Under Siege, który TNA ogłosiło oficjalnie.

### Pojedynek o TNA Knockouts World Tag Team Championship
Przez ostatnich kilka tygodni The System próbował przekonać Mashę Slamovich, aby połączyła siły z Alishą Edwards i walczyła o TNA Knockouts World Tag Team Championship. Slamovich należał się rewanż po tym, jak ona i Killer Kelly stracili tytuły na rzecz obecnych mistrzyń Spitfire (Dani Luny i Jody Threat) na Sacrifice. Podczas pre-show Countdown to Rebellion, po tym jak Spitfire zachowały tytuły przeciwko Decay (Havok i Rosemary), Slamovich i Edwards stanęły twarzą w twarz ze Spitfire z rampy wejściowej. TNA ogłosiło, że Spitfire będzie broniło tytułów Knockouts World Tag Team przeciwko Slamovich i Edwardso na Under Siege na odcinku TNA Impact.

## Wyniki walk
| Nr                                                                   | Wyniki | Stypulacje                                                 | Czas  |
| -------------------------------------------------------------------- | --- | ---------------------------------------------------------- | ----- |
| 1P                                                                   | Rhino pokonał VSK poprzez pinfall | Singles match                                              | 3:36  |
| 2P                                                                   | The F.B.I. (Ray Jaz i Zack Clayton) (z Guido) pokonali Batiri (Obariyona i Kodamę) poprzez pinfall                                                                            | Tag team match                                             | 4:16  |
| 3P                                                                   | Laredo Kid (c) pokonał KC Navarro poprzez pinfall | Singles match o TNA Digital Media Championship             | 6:42  |
| 4                                                                    | Josh Alexander i Eric Young pokonali Steve’a Maclina i Frankiego Kazariana poprzez pinfall                                                                                    | Tag team match                                             | 12:29 |
| 5                                                                    | Ash by Elegance (z The Personal Concierge) pokonała Havok (z Rosemary) poprzez pinfall                                                                                        | Singles match                                              | 5:22  |
| 6                                                                    | Joe Hendry pokonał Zachary’ego Wentza poprzez pinfall | Singles match                                              | 5:13  |
| 7                                                                    | Alisha Edwards i Masha Slamovich pokonały Spitfire (Dani Lunę i Jody Threat) (c) (z Larsem Frederiksenem) poprzez pinfall                                                     | Tag team match o TNA Knockouts World Tag Team Championship | 6:30  |
| 8                                                                    | Rich Swann (z A. J. Francisem) pokonał Jake’a Somethinga poprzez pinfall | Singles match                                              | 11:32 |
| 9                                                                    | Jonathan Gresham pokonał Kushidę poprzez pinfall | Singles match                                              | 9:04  |
| 10                                                                   | Jordynne Grace i PCO pokonali Steph De Lander i Kona poprzez pinfall | Intergender tag team match                                 | 10:58 |
| 11                                                                   | Mustafa Ali (c) pokonał Ace’a Austina poprzez pinfall | Singles match o TNA X Division Championship                | 16:36 |
| 12                                                                   | The System (Moose, Brian Myers i Eddie Edwards) (z Alishą Edwards) pokonali "Broken" Matta Hardy’ego i Speedball Mountain (Trenta Sevena i Mike’a Bailey’ego) poprzez pinfall | Six-man tag team match                                     | 23:49 |
| (c) – mistrz/mistrzyni przed walkąP – walka miała miejsce w pre-show | |                                                            |       |